# Phascolonus
A Phascolonus az emlősök (Mammalia) osztályának erszényesek (Marsupialia) alosztályágába, ezen belül a diprotodontia rendjébe és a vombatfélék (Vombatidae) családjába tartozó fosszilis nem.

## Tudnivalók
A Phascolonus-fajok az eddigi felfedezések szerint a legnagyobb vombatfélék. Miután már nem tekintik igazi vombatfélének a majdnem 3 tonnás Diprotodon optatumot, a Phascolonus gigas a 200 kilogrammos testtömegével lett a legnagyobb vombat. Mindkét állat kihalt a pleisztocén kor végén vagy valamikor a holocén alatt. A Phascolonus megjelenésének ideje nem ismert, azonban az ausztráliai Tea Tree Cave-ben (Teafa barlang) a kutatók rábukkantak egy 2 millió éves példányra; a vombat mellett egy fosszilis Quinkana nevű krokodil is volt.

## Rendszerezés
A nembe az alábbi 2 faj tartozik:
- Phascolonus gigas (Owen, 1859)
- Phascolonus lemleyi (Archer & Wade, 1976)[4]

## Fordítás
- Ez a szócikk részben vagy egészben  a   Phascolonus című angol Wikipédia-szócikk ezen változatának fordításán alapul.  Az eredeti cikk szerkesztőit annak laptörténete sorolja fel. Ez a jelzés csupán a megfogalmazás eredetét és a szerzői jogokat jelzi, nem szolgál a cikkben szereplő információk forrásmegjelöléseként.